# Madeleine Damien
 (mai 2025).
Pour les articles homonymes, voir Damien.
Rachel-Marguerite Espir, dite Madeleine Damien, née le 29 juin 1901 à Paris 10e (Seine) et morte le 28 juin 1981 à Paris 14e, est une actrice française.

## Biographie

### Jeunesse et origines
De son vrai nom Rachel-Marguerite Espir, elle naît le 29 juin 1901 au no 3, cité de Magenta dans le 10e arrondissement. Elle est la fille d'Israël-Léon Espir, connu sous le nom de scène de Léon Christian, acteur, directeur et régisseur du théâtre Antoine, et de la comédienne Irma Cécile Grumiau, dite Cécile Darlot.
Elle est parente éloignée du peintre Camille Pissarro : ce dernier est un cousin issu de germains de la grand-mère de Rachel-Marguerite Espir. Leurs ancêtres communs sont un couple de négociants juifs, originaires du Portugal et vivant à Bordeaux dans les années 1770 : Jacob Gabriel Pissaro[réf. nécessaire] et Rebecca Rodriguez Alvares[réf. à confirmer].
Dans un article de Télé 7 jours, no 472 du 10 mai 1969, elle relate sa  carrière jusqu'en 1968, et quelques souvenirs de sa petite enfance.

### Débuts sur scène
Elle débute au Théatre Antoine dans Au téléphone d'André de Lorde, avec André Antoine en 1905, alors qu'elle a 4 ans. 
Elle accompagne ses parents dans une tournée de huit mois, au Canada à l'âge de 5 ans.
À partir de 1917, toujours en compagnie de sa mère, elle se produit sous le pseudonyme de Daisy Espir lors des tournées Charles-Baret.
En janvier 1921, elle épouse à Bruxelles Pierre De Mesmaecker, un comédien. Elle rejoint les tournées Gustave-Damien, dirigées par son futur mari, jouant notamment Mais n'te promène donc pas toute nue ! et La Dame aux camélias. 
En juin 1922, à l'Opéra de Paris, elle joue dans Le Martyre de Saint Sébastien, mystère en quatre actes de Gabriele d'Annunzio, musique de Claude Debussy, avec Ida Rubinstein, Suzanne Desprès et l'Orchestre et les Cœurs de l'Opéra, où elle fait de la figuration.
Elle joue également une petite marchande de violettes dans un film muet de cette période. 
Dans L'Ouest-Éclair du 29 octobre 1934, on souligne son talent sous le pseudonyme de son père (Christian) dans le rôle d'Olympe. Elle gardera ce nom jusqu'en janvier 1940, puis adoptera celui de son second mari, Gustave Damien (1871-1956), qu'elle épouse en juin 1936.

### Reconnaissance et théâtre contemporain
Elle se fait véritablement remarquer grâce à deux pièces du dramaturge Eugène Ionesco, donnant la réplique à Tsilla Chelton sur la scène du théâtre de la Huchette à Paris. Dans Jacques ou la Soumission (1955 et 1961) et sa suite L'avenir est dans les œufs (1962), elle interprète à la fois le père et la grand-mère de Jacques, joué par Jean-Louis Trintignant.
Au théâtre municipal de Caen, elle joue dans une pièce peu représentée d'Émile Zola, Les Héritiers Rabourdin, en nièce souhaitant détourner l’héritage d’un oncle. Un article de l’époque souligne son « talent indéniable ».
En 1961, elle joue dans Schweyk dans la Deuxième Guerre mondiale de Bertolt Brecht sous la direction de Roger Planchon. Elle incarne ensuite Mlle Chèvredent dans L'Apollon de Bellac (1963) de Jean Giraudoux. Par la suite, elle se tourne vers des pièces plus légères : Le Système Fabrizzi (1964) d'Albert Husson, La Voyante (1971) d'André Roussin et Le Tournant de Françoise Dorin.
Elle défend un répertoire original, jouant notamment L'Hôtel Racine  (1966) de Michèle Perrein et David, la nuit tombe (1971) de Bernard Kops. Sa dernière apparition sur scène a lieu en 1980 dans La Promenade du dimanche de Georges Michel.

### Vie privée et décès
Elle meurt le 28 juin 1981 à l'Hôpital Broussais dans le 14e arrondissement. Son domicile était au no 3, square de l'Aveyron dans le 17e arrondissement.

### Télévision
Madeleine Damien a repris pour le petit écran plusieurs pièces qu’elle a défendues sur scène, dont La Voyante, Pont japonais, David, la nuit tombe et Caviar ou Lentilles, souvent dans le cadre de l'émission Au théâtre ce soir.

## Théâtre
sous le nom de Daisy Espir
- 1917 : La Belle Aventure et Je ne trompe pas mon mari, tournées Charles-Baret, théâtre des Célestins[16]
- 1919 : La Gare régulatrice, tournée Charles-Baret, théâtre des Bouffes de Bordeaux

sous le nom de Madeleine Christian
- 1933 : Petite bonne à tout faire et Mais n'te promène donc pas toute nue !, tournées Gustave-Damien
- 1934 : La Dame aux camélias, tournées Gustave-Damien, Bourges, La Roche-sur-Yon
- 1935 : Le Maître de forges de Georges Ohnet, tournées Gustave-Damien, théâtre de Bourges
- 1935 : Madame Sans-Gêne, tournées Gustave-Damien, La Roche-sur-Yon
- 1936 : Madame Sans-Gêne, tournées Gustave-Damien, Bourges[17]
- 1937 : Oh Nini, tu veux rire !, tournées Gustave-Damien, théâtre des Variétés de Caen, Pont-aux-Dames[18]
- 1937 :  La Dame aux camélias, tournées Gustave-Damien, Bourges

sous le nom de Madeleine Damien
- 1947 : Mort ou vif de Max Régnier, mise en scène Christian Gérard : Zaïre de Saint-Véran
- 1955 : Jacques ou la Soumission et Le Tableau d'Eugène Ionesco, mise en scène Robert Postec, théâtre de la Huchette : Jacques grand-mère, Jacques père / la Voisine[19],[20]
- 1956 : Les Héritiers Rabourdin d'Émile Zola, compagnie Jacques Sarthou, Clermont-Ferrand
- 1960 : Le Sexe et le Néant de Thierry Maulnier, mise en scène Marcelle Tassencourt, théâtre de l'Athénée : Martha[21]
- 1960 : Le Capitaine Fracasse d'après Théophile Gautier, mise en scène Jacques Sarthou, Le Kremlin-Bicêtre : la duègne[22]
- 1961 : Jacques ou la Soumission d'Eugène Ionesco, mise en scène Robert Postec, studio des Champs-Élysées : Jacques grand-mère
- 1961 : Schweyk dans la Deuxième Guerre mondiale de Bertolt Brecht, mise en scène Roger Planchon, théâtre de la Cité de Villeurbanne : une cliente du Calice / une amoureuse / la jeune Russe
- 1962 : L'avenir est dans les œufs et Amédée ou Comment s'en débarrasser d'Eugène Ionesco, mise en scène Jean-Marie Serreau, théâtre de la Gaîté-Montparnasse
- 1963 : L'Apollon de Bellac de Jean Giraudoux, mise en scène René Clermont et Stephan Meldegg, avec la troupe Le Tréteau de Paris, théâtre Hébertot, puis tournée sous les auspices de l'Association française d'action artistique, à Washington, New York, Boston et dans cinquante-deux universités américaines[23] : Mlle Chèvredent
- 1964 : Le Système Fabrizzi d'Albert Husson, mise en scène Sacha Pitoëff, théâtre Moderne : Mme Varella. Galas Karsenty 1964-1965
- 1966 : Caviar ou Lentilles de Giulio Scarnicci et Renzo Tarabusi, mise en scène Gérard Vergez, théâtre Michel puis théâtre Antoine : Mathilde
- 1966 : Voulez-vous jouer avec les dieux ? scénario et dialogue de Jacques Viot ; mise en scène de Serge de Poligny : La Pythie [24]
- 1966 : L'Hôtel Racine de Michèle Perrein, mise en scène Claude Sainval, Comédie des Champs-Élysées : Jeannette
- 1969 : La Flemme de Ricardo Talesnik, adaptation Claudine Vattier et Simone Faget, mise en scène Jacques Sarthou, théâtre de la Banlieue sud - Anthony[25]
- 1979 : Accord parfait de Maurice Horgues, théâtre Édouard-VII[26]
- 1971 : La Voyante d'André Roussin, mise en scène de l'auteur, théâtre Marigny
- 1972 : David, la nuit tombe de Bernard Kops], adaptation Édith Zetline, mise en scène André Barsacq, théâtre de l'Atelier :
- 1973 : Le Tournant de Françoise Dorin, mise en scène Michel Roux, théâtre de la Madeleine : Mathilde
- 1975 : La Balance de Claude Reichman, mise en scène René Clermont, théâtre Fontaine[27]
- 1977 : Des choses merveilleuses, mise en scène René Clermont, : Paule, avec  Dominique Paturel, Michel Le Royer, Yvone Clech [28]
- 1978 : Le Pont japonais de Leonard Spigelgass, mise en scène Gérard Vergez, théâtre Antoine[29],[30] : Mme Blum
- 1981 : La Promenade du dimanche de Georges Michel, mise en scène de l'auteur, Théâtre national de Chaillot

## Filmographie

### Cinéma
- 1953 : Le Bon Dieu sans confession de Claude Autant-Lara
- 1957 : Fric-frac en dentelles : Madame Courenju
- 1960 : Trique, gamin de Paris de Marco de Gastyne
- 1960 : Les Fugitifs de Marco de Gastyne
- 1961 : De quoi tu te mêles, Daniela !  de Max Pécas
- 1962 : Le Pèlerin perdu de Guy Jorré (court métrage)[31]
- 1962 : Le Couteau dans la plaie d'Anatole Litvak
- 1962 : Escale obligatoire de Jean Prat
- 1964 : Le Journal d'une femme de chambre de Luis Buñuel
- 1965 : Le Dimanche de la vie de  Jean Herman
- 1967 : Le Voleur de Louis Malle
- 1968 : Ne jouez pas avec les Martiens de Henri Lanoë
- 1968 : La Femme écarlate de Jean Valère
- 1968 : L'Ascenseur de Pierre Lary (court métrage)[32]
- 1968 : Alexandre le Bienheureux d'Yves Robert : Mme Boisseau
- 1968 : Benjamin ou les Mémoires d'un puceau de Michel Deville
- 1969 : L'Arbre de Noël de Terence Young
- 1969 : Paris n'existe pas de Robert Benayoun avec Serge Gainsbourg
- 1969 : Un coin tranquille à la campagne d'Elio Petri
- 1971 : La Mandarine d'Édouard Molinaro
- 1971 : Mourir d'aimer d'André Cayatte
- 1972 : Pas folle la guêpe de Jean Delannoy
- 1972 : Themroc de Claude Faraldo
- 1972 : Un meurtre est un meurtre d'Étienne Périer
- 1972 : Un officier de police sans importance de Jean Larriaga
- 1973 : Le Mouton enragé, de Michel Deville
- 1973 : Chacal de Fred Zinnemann
- 1974 : La Dernière Violette d'André Hardellet et Michel Champetier
- 1975 : La Balance de Bob Swaim
- 1976 : Cours après moi que je t'attrape de Robert Pouret
- 1976 : L'Aigle et la Colombe de Claude Bernard-Aubert
- 1977 : Bilitis de David Hamilton
- 1977 : La Coccinelle à Monte-Carlo de Vincent McEveety
- 1978 : Je vous ferai aimer la vie de Serge Korber
- 1978 : L'Argent des autres de Christian de Chalonge
- 1979 : Et la tendresse ? Bordel ! de Patrick Schulmann
- 1979 : Écoute voir de Hugo Santiago
- 1980 : Ras le cœur de Daniel Colas
- 1981 : Enigma de Jeannot Szwarc

### Télévision
- 1962 : Le Temps des copains de Robert Guez : Madame Arnulf, la concierge
- 1962 : La Belle et son fantôme de Bernard Hecht
- 1962 : Escale obligatoire de Jean Prat
- 1962 : Rue du Havre de Jean-Jacques Vierne [33]
- 1962 : Le Temps des copains de Robert Guez
- 1964 : Le Petit Claus et le Grand Claus de Jacques Prévert
- 1965 : En profil dans le texte : Les Caractères de La Bruyère d'Éric Rohmer
- 1966 : Les Cinq Dernières Minutes, épisode La Rose de fer de Jean-Pierre Marchand
- 1966 : Le Chevalier d'Harmental de Jean-Pierre Decourt
- 1966 : Derrière l'horizon de Jean-Pierre Marchand, d'après Eugène O'Neill : Mme Hatkins[34]
- 1967 : Les Cinq Dernières Minutes, épisode Voies de faits de Jean-Pierre Decourt : la concierge
- 1967 : Au théâtre ce soir : Caviar ou Lentilles de Giulio Scarnicci et Renzo Tarabusi, réalisation Pierre Sabbagh, théâtre Marigny : Mathilde
- 1967 : Au théâtre ce soir : Le Système Fabrizzi d'Albert Husson, réalisation Pierre Sabbagh, théâtre Marigny : Mme Varella
- 1967 : Les Créatures du Bon Dieu : Kouki l'ours de Jean Lavriron Charlotte
- 1967 : Les Sept de l’Escalier 15 de Georges Regnier :  Mme Balotin
- 1968 : Les Enquêtes du commissaire Maigret, épisode Signé Picpus de Jean-Pierre Decourt : Mlle le Cloagen
- 1968 : Le Tribunal de l'impossible, épisode Qui hantait le presbytère de Borley ? [35]
- 1968 : L'Homme de l'ombre, épisode Neuf mille et un soleils de Guy Jorré
- 1969 : Au voleur d'Agnès Delarive et Bernard Chesnais d'après Berneis et Sekely : Miss Gladys[36]
- 1969 : Trois Étoiles, épisode Arbois, poulet au vin jaune de Maurice Regamey et Vivian A. Cox
- 1969 : Le Soleil des eaux de Jean-Paul Roux avec Victor Lanoux
- 1970 : Noële aux quatre vents d'Henri Colpi
- 1971 : La nuit tourne mal de Pierre Viallet
- 1972 : Au théâtre ce soir : La Voyante d'André Roussin, réalisation Pierre Sabbagh, théâtre Marigny : Biscotte
- 1972 : Allô ! Juliette de Jacques Pierre
- 1972 : Pot-Bouille de Yves-André Hubert
- 1973 : Le Crime de Janet Preston de Jean Pignol
- 1973 : Le Double Assassinat de la rue Morgue de Jacques Nahum
- 1974 : Huit jours à la campagne, court métrage de Jean-Marie Coldefy d'après Jules Renard
- 1975 : Les Exilés  de Guy Lessertisseur d'après James Joyce
- 1976 : Messieurs les jurés, épisode L'Affaire Jaseron : Mme Poiroux
- 1976 : Anne jour après jour de Bernard Toutblanc Michel (Mme Marie) [37]
- 1977 : Les Cinq Dernières Minutes, épisode Nadine de Philippe Joulia
- 1977 : Vacances d'Alain Dhouailly[38] : Mme Verry
- 1977 : Au théâtre ce soir : Des choses merveilleuses (La Balance) de Claude Reichman, réalisation Pierre Sabbagh, théâtre Marigny : Mme Alliaud
- 1977 : Les Folies Offenbach de Michel Boisrond
- 1978 : Médecins de nuit de Philippe Lefebvre, épisode : Anne
- 1978 : Cinéma 16, épisode La Femme rompue de Josée Dayan
- 1979 : Le Crime des innocents de Roger Dallier
- 1980 :  Au théâtre ce soir : Un amour exemplaire de Maurice Horgues, réalisation Pierre Sabbagh, théâtre Marigny : Albertine
- 1981 : Adieu ma chérie de Serge Friedman
- 1981 : Le Pont japonais de Leonard Spigelgass, réalisation Jacques Duhen : Mme Blum

## Doublage
- 1950 : Le Roi du tabac : Tabitha Singleton (Elizabeth Patterson) [réf. nécessaire]
- 1976 : Josey Wales hors-la-loi : grand-mère Sarah (Paula Trueman)